# WDC World Darts Championship 1996

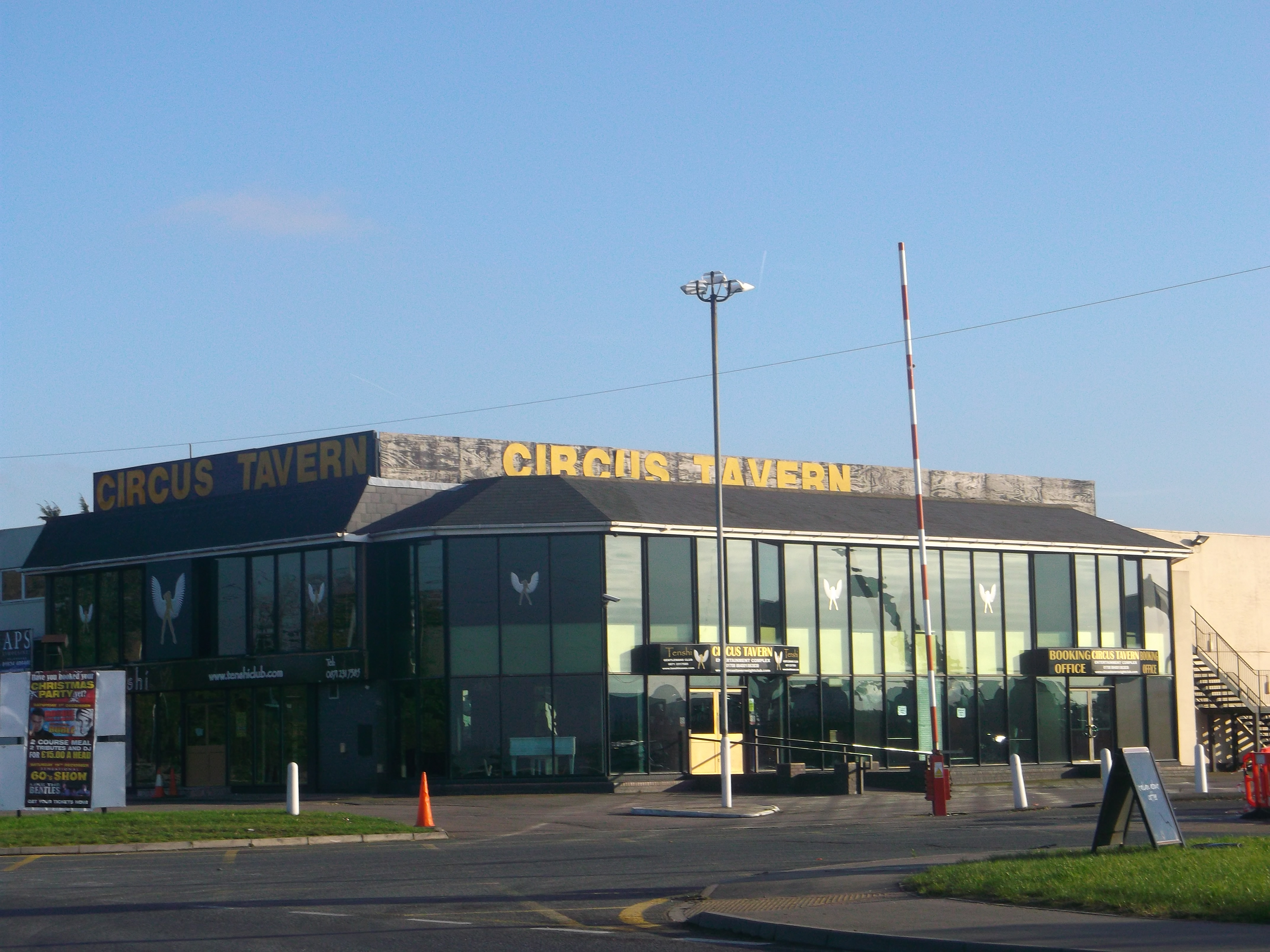
Die Circus Tavern, Austragungsort der Weltmeisterschaft

Die Vernons World Darts Championship 1996 wurde vom 26. Dezember 1995 bis zum 1. Januar 1996 in der Circus Tavern in Purfleet, Essex ausgetragen und war die dritte vom World Darts Council (WDC, heute PDC) ausgerichtete Weltmeisterschaft. Das Finale gewann der englische Titelverteidiger Phil Taylor gegen seinen Landsmann Dennis Priestley mit 6:4.

## Debütanten
Es war die erste Weltmeisterschaft für Gary Mawson, der später im Finale der UK Open auftauchen sollte.
| Setzposition | Spieler       | Ergebnis     |
| ------------ | ------------- | ------------ |
| Q            | Gary Mawson   | Gruppenphase |
| Q            | Steve Raw     | Gruppenphase |
| Q            | Nigel Justice | Gruppenphase |

## Setzliste
| Nr. | Spieler          | Erreichte Runde |
| --- | ---------------- | --------------- |
| 01. | Phil Taylor      | Sieg            |
| 02. | Rod Harrington   | Gruppenphase    |
| 03. | Dennis Priestley | Finale          |
| 04. | John Lowe        | Halbfinale      |

| Nr. | Spieler       | Erreichte Runde |
| --- | ------------- | --------------- |
| 05. | Peter Evison  | Viertelfinale   |
| 06. | Alan Warriner | Viertelfinale   |
| 07. | Bob Anderson  | Gruppenphase    |
| 08. | Kevin Spiolek | Gruppenphase    |

## Preisgelder
Insgesamt wurde ein Preisgeld von 62.500 Pfund ausgeschüttet. Das Preisgeld wurde wie folgt verteilt:.
| Position (Anzahl der Spieler) | Position (Anzahl der Spieler) | Preisgeld |
| ----------------------------- | ----------------------------- | --------- |
| Gewinner                      | (1)                           | 14.000 £  |
| Finalist                      | (1)                           | 07.000 £  |
| Halbfinalisten                | (2)                           | 04.000 £  |
| Viertelfinalisten             | (4)                           | 02.500 £  |
| Gruppenzweiter                | (8)                           | 01.500 £  |
| Gruppendritter                | (8)                           | 01.250 £  |
|                               |                               |           |
| Höchstes Finish               | (8)                           | 01.500 £  |
| Gesamt                        | Gesamt                        | 62.500 £  |

## Turnierplan
Die Teilnehmer wurden in acht Gruppen zu je drei Spielern aufgeteilt. Das erste Match (26. Dezember) einer Gruppe bestritten der gesetzte Spieler A und der ungesetzte B, das zweite Match (27. Dezember) trugen der Verlierer aus Match 1 und der ungesetzte Spieler C aus; das dritte Match aller Gruppen folgte am 28. Dezember. Der Gruppensieger zog ins Viertelfinale ein, wo das Turnier im Pokalsystem fortgesetzt wurde.

### Gruppenphase

#### Obere Hälfte
Gruppe A
| Spieler 1            | Ergebnis | Spieler 2             |
| -------------------- | -------- | --------------------- |
| Phil Taylor 91,78    | 3:0      | Cliff Lazarenko 76,66 |
| Shayne Burgess 92,07 | 3:1      | Cliff Lazarenko 84,02 |
| Phil Taylor 100,95   | 3:0      | Shayne Burgess 85,40  |

| Rang | Spieler         | S | N | Sätze | Punkte |
| ---- | --------------- | - | - | ----- | ------ |
| 1    | Phil Taylor (1) | 2 | 0 | 6:0   | 4      |
| 2    | Shayne Burgess  | 1 | 1 | 3:4   | 2      |
| 3    | Cliff Lazarenko | 0 | 2 | 1:6   | 0      |

Gruppe B
| Spieler 1           | Ergebnis | Spieler 2          |
| ------------------- | -------- | ------------------ |
| Kevin Spiolek 79,24 | 0:3      | Sean Downs 85,57   |
| Kevin Spiolek 80,14 | 2:3      | Keith Deller 82,35 |
| Sean Downs 76,77    | 1:3      | Keith Deller 78,90 |

| Rang | Spieler           | S | N | Sätze | Punkte |
| ---- | ----------------- | - | - | ----- | ------ |
| 1    | Keith Deller      | 2 | 0 | 6:3   | 4      |
| 2    | Sean Downs        | 1 | 1 | 4:3   | 2      |
| 3    | Kevin Spiolek (8) | 0 | 2 | 2:6   | 0      |

Gruppe C
| Spieler 1          | Ergebnis | Spieler 2         |
| ------------------ | -------- | ----------------- |
| Peter Evison 83,83 | 3:0      | Gary Mawson 73,34 |
| Steve Raw 78,44    | 3:0      | Gary Mawson 76,03 |
| Peter Evison 86,10 | 3:2      | Steve Raw 85,44   |

| Rang | Spieler          | S | N | Sätze | Punkte |
| ---- | ---------------- | - | - | ----- | ------ |
| 1    | Peter Evison (5) | 2 | 0 | 6:2   | 4      |
| 2    | Steve Raw        | 1 | 1 | 5:3   | 2      |
| 3    | Gary Mawson      | 0 | 2 | 0:6   | 0      |

Gruppe D
| Spieler 1       | Ergebnis | Spieler 2          |
| --------------- | -------- | ------------------ |
| John Lowe 84,41 | 3:0      | Dennis Smith 83,66 |
| Tom Kirby 83,11 | 1:3      | Dennis Smith 76,19 |
| John Lowe 90,92 | 3:2      | Tom Kirby 86,49    |

| Rang | Spieler       | S | N | Sätze | Punkte |
| ---- | ------------- | - | - | ----- | ------ |
| 1    | John Lowe (4) | 2 | 0 | 6:2   | 4      |
| 2    | Dennis Smith  | 1 | 1 | 3:4   | 2      |
| 3    | Tom Kirby     | 0 | 2 | 3:6   | 0      |

#### Untere Hälfte
Gruppe E
| Spieler 1            | Ergebnis | Spieler 2           |
| -------------------- | -------- | ------------------- |
| Rod Harrington 77,10 | 3:1      | Nigel Justice 71,71 |
| Larry Butler 81,23   | 3:2      | Nigel Justice 80,25 |
| Rod Harrington 81,68 | 2:3      | Larry Butler 79,20  |

| Rang | Spieler            | S | N | Sätze | Punkte |
| ---- | ------------------ | - | - | ----- | ------ |
| 1    | Larry Butler       | 2 | 0 | 6:4   | 4      |
| 2    | Rod Harrington (2) | 1 | 1 | 5:4   | 2      |
| 3    | Nigel Justice      | 0 | 2 | 3:6   | 0      |

Gruppe F
| Spieler 1          | Ergebnis | Spieler 2            |
| ------------------ | -------- | -------------------- |
| Bob Anderson 83,82 | 2:3      | Jamie Harvey 83,33   |
| Bob Anderson 83,98 | 3:1      | Gerald Verrier 78,29 |
| Jamie Harvey 81,04 | 3:2      | Gerald Verrier 82,71 |

| Rang | Spieler          | S | N | Sätze | Punkte |
| ---- | ---------------- | - | - | ----- | ------ |
| 1    | Jamie Harvey     | 2 | 0 | 6:4   | 4      |
| 2    | Bob Anderson (7) | 1 | 1 | 5:4   | 2      |
| 3    | Gerald Verrier   | 0 | 2 | 3:6   | 0      |

Gruppe G
| Spieler 1             | Ergebnis | Spieler 2             |
| --------------------- | -------- | --------------------- |
| Alan Warriner 96,08   | 3:0      | Steve Brown 87,07     |
| Graeme Stoddart 80,35 | 2:3      | Steve Brown 80,08     |
| Alan Warriner 82,47   | 3:2      | Graeme Stoddart 80,41 |

| Rang | Spieler           | S | N | Sätze | Punkte |
| ---- | ----------------- | - | - | ----- | ------ |
| 1    | Alan Warriner (6) | 2 | 0 | 6:2   | 4      |
| 2    | Steve Brown       | 1 | 1 | 3:5   | 2      |
| 3    | Graeme Stoddart   | 0 | 2 | 4:6   | 0      |

Gruppe H
| Spieler 1              | Ergebnis | Spieler 2             |
| ---------------------- | -------- | --------------------- |
| Dennis Priestley 92,85 | 3:0      | Eric Bristow 84,23    |
| Ritchie Gardner 84,59  | 2:3      | Eric Bristow 80,66    |
| Dennis Priestley 86,16 | 3:0      | Ritchie Gardner 66,16 |

| Rang | Spieler              | S | N | Sätze | Punkte |
| ---- | -------------------- | - | - | ----- | ------ |
| 1    | Dennis Priestley (3) | 2 | 0 | 6:0   | 4      |
| 2    | Eric Bristow         | 1 | 1 | 3:5   | 2      |
| 3    | Ritchie Gardner      | 0 | 2 | 2:6   | 0      |

### Viertelfinale, Halbfinale, Finale
| Viertelfinale (29. Dezember) | Viertelfinale (29. Dezember) | Viertelfinale (29. Dezember) |                    |                     | Halbfinale (30. Dezember) | Halbfinale (30. Dezember) | Halbfinale (30. Dezember) |  |  | Finale (1. Januar) | Finale (1. Januar) | Finale (1. Januar) |
|                              |                              |                              |                    |                     |                           |                           |                           |  |  |                    |                    |                    |
| 1                            | Phil Taylor 96,01            | 4                            |                    |                     |                           |                           |                           |  |  |                    |                    |                    |
|                              | Keith Deller 78,77           | 0                            |                    |                     |                           |                           |                           |  |  |                    |                    |                    |
| 1                            | Keith Deller 78,77           | 0                            | Phil Taylor 94,84  | 5                   |                           |                           |                           |  |  |                    |                    |                    |
| 1                            |                              |                              |                    | 5                   |                           |                           |                           |  |  |                    |                    |                    |
|                              | 4                            | John Lowe 83,78              | 1                  |                     |                           |                           |                           |  |  |                    |                    |                    |
| 5                            | 4                            | John Lowe 83,78              | 1                  | Peter Evison 82,78  | 2                         |                           |                           |  |  |                    |                    |                    |
| 5                            |                              |                              |                    | Peter Evison 82,78  | 2                         |                           |                           |  |  |                    |                    |                    |
| 4                            | John Lowe 85,33              | 4                            |                    |                     |                           |                           |                           |  |  |                    |                    |                    |
| 4                            | John Lowe 85,33              | 4                            | 1                  | Phil Taylor 98,52   | 6                         |                           |                           |  |  |                    |                    |                    |
|                              |                              |                              |                    | Phil Taylor 98,52   | 6                         |                           |                           |  |  |                    |                    |                    |
|                              | 3                            | Dennis Priestley 101,48      | 4                  |                     |                           |                           |                           |  |  |                    |                    |                    |
|                              | 3                            | Dennis Priestley 101,48      | 4                  | Larry Butler 81,93  | 0                         |                           |                           |  |  |                    |                    |                    |
|                              |                              |                              |                    | Larry Butler 81,93  | 0                         |                           |                           |  |  |                    |                    |                    |
|                              | Jamie Harvey 90,55           | 4                            |                    |                     |                           |                           |                           |  |  |                    |                    |                    |
|                              | Jamie Harvey 90,55           | 4                            | Jamie Harvey 85,13 | 1                   |                           |                           |                           |  |  |                    |                    |                    |
|                              |                              |                              | Jamie Harvey 85,13 | 1                   |                           |                           |                           |  |  |                    |                    |                    |
|                              | 3                            | Dennis Priestley 90,38       | 5                  |                     |                           |                           |                           |  |  |                    |                    |                    |
| 6                            | 3                            | Dennis Priestley 90,38       | 5                  | Alan Warriner 89,99 | 1                         |                           |                           |  |  |                    |                    |                    |
| 6                            |                              |                              |                    | Alan Warriner 89,99 | 1                         |                           |                           |  |  |                    |                    |                    |
| 3                            | Dennis Priestley 90,56       | 4                            |                    |                     |                           |                           |                           |  |  |                    |                    |                    |

|  |  |
|  |  |

## Statistiken

### Teilnehmer pro Land und Runde
|               | ENG | USA | CAN | SCO | IRL | Gesamt |
| ------------- | --- | --- | --- | --- | --- | ------ |
| Finale        | 2   | 0   | 0   | 0   | 0   | 2      |
| Halbfinale    | 3   | 0   | 0   | 1   | 0   | 4      |
| Viertelfinale | 6   | 1   | 0   | 1   | 0   | 8      |
| Gruppenphase  | 16  | 4   | 1   | 1   | 1   | 24     |
| Gesamt        | 16  | 5   | 1   | 1   | 1   | 24     |

### Höchste Averages
Die Tabelle nennt alle Spieler, die in einem Match einen Average von mindestens 100 erzielten.
| # | Spieler          | Runde        | Average | Ergebnis   |
| - | ---------------- | ------------ | ------- | ---------- |
| 1 | Dennis Priestley | Finale       | 101,48  | Niederlage |
| 2 | Phil Taylor      | Gruppenphase | 100,95  | Sieg       |

## Nachweise
- Steve Morgan: 25 Years of the PDC World Darts Championship. Scratching Shed Publishing, Leeds 2018, ISBN 978-1999333928.
- Jacques Nieuwlaat: PDC World Championship 1996 - Match results. In: mastercaller.com, abgerufen am 1. Januar 2020.